# Аудиторская проверка
Аудиторская проверка — проверка финансово-экономической деятельности предприятия, организации, проводимая аудитором на основании представленных документов по финансовой отчётности.
Аудиторская проверка бывает обязательной, т. е. проводимой в определенные сроки, установленные законодательством, и инициативной — проводимой по решению руководства предприятия (организации).
Результаты аудиторской проверки могут быть положительными, когда аудитор подтверждает достоверность данных баланса и финансовых результатов деятельности предприятия, и отрицательными, когда аудитор их не подтверждает.

### Этапы и особенности аудиторских проверок
Преимущество поэтапного проведения аудита заключается в том, что клиент получает возможность получить мнение о текущем отчётном периоде и внести изменения до завершения текущего финансового года.
Аудитор оценивает:
- особенности бизнеса клиента
- организацию и внутренний контроль
- важные события в проверяемом периоде
- соблюдение законодательства, регулирующее деятельность клиента
- по наиболее крупным операциям:
  - проверка подтверждающих документов
  - отражение операций в регистрах бухгалтерского учёта и в финансовой отчётности
- участие в инвентаризации существенных остатков товаров на складах

### Кто проводит аудиторскую проверку
Аудиторскую деятельность осуществляют аудиторские организации и индивидуальные аудиторы.